# Hartmannstraße 28 (Bad Kissingen)

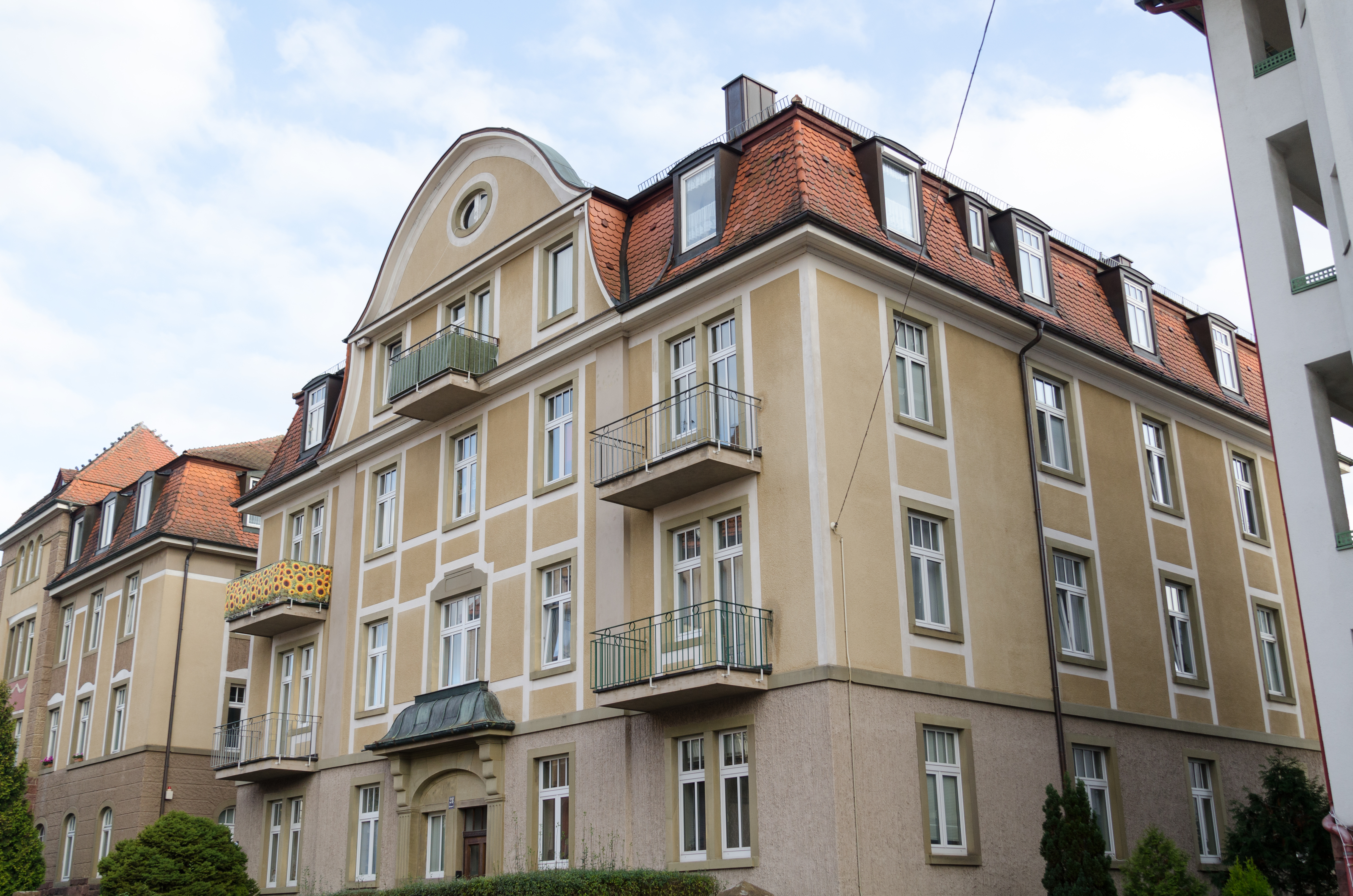
Hartmannstraße 28 in Bad Kissingen

Das Anwesen Hartmannstraße 28 in der Hartmannstraße in Bad Kissingen, der Großen Kreisstadt des unterfränkischen Landkreises Bad Kissingen, gehört zu den Bad Kissinger Baudenkmälern und ist unter der Nummer D-6-72-114-299 in der Bayerischen Denkmalliste registriert.

## Geschichte
Das Mietshaus wurde im Jahr 1911 vom Bad Kissinger Architekten Franz Krampf im späten Jugendstil errichtet. Bei dem Anwesen handelt es sich um einen dreigeschossigen Mansardwalmdachbau mit bossiertem Sockel und geschwungenem Mittelgiebel. Das Mansarddach und der geschwungene Mittelgiebel des Anwesens sind charakteristische Elemente für den Jugendstil. Die strenge Symmetrie und eine gewisse Sprödigkeit der Fassade deuten auf dessen Spätphase mit einem stärker werdenden klassizisierenden Zug hin.
Zu dem Anwesen gehört eine gleichzeitig entstandene Vorgarteneinfriedung mit Hausteinverkleidung.